# John Jacob Astor IV
John Jacob Astor IV, nato Johann Jakob o Johann Jacob (Rhinebeck, 13 luglio 1864 – Oceano Atlantico, 15 aprile 1912), è stato un imprenditore, inventore, scrittore e socialite statunitense.
Membro di spicco della dinastia degli Astor, finanziò la guerra ispano-americana, costruì i famosi alberghi St. Regis e Knickerbocker di New York e fu proprietario del celebre Waldorf-Astoria Hotel, ma è noto soprattutto per essere stato una delle vittime del naufragio del Titanic.
Ai primi del Novecento era una delle persone più ricche del mondo, con un patrimonio netto di circa 87 000 000 di dollari quando morì (equivalenti a 2,4 miliardi di dollari nel 2021).

## Biografia
Era il più giovane dei cinque figli, e unico figlio maschio, di William Backhouse Astor, Jr., affarista in immobili, collezionista e proprietario di cavalli da corsa, e di sua moglie, la socialite Caroline Webster Schermerhorn.
Attraverso la nonna paterna, Margaret Rebecca Armstrong, era anche un pronipote del senatore John Armstrong, Jr.
Frequentò la St. Paul's School a Concord e in seguito la Harvard University.

## Carriera
Tra le pubblicazioni di Astor vi era Un viaggio in altri mondi (1894), un romanzo di fantascienza sulla vita nel 2000 sui pianeti Saturno e Giove. Inoltre, aveva brevettato numerose invenzioni, tra cui un freno da bicicletta nel 1898, un "disintegratore vibratorio" usato per la produzione di gas dalla torba, uno pneumatico stradale, ed aveva contribuito a sviluppare un motore a turbina. 
Astor fece milioni nel settore immobiliare. Nel 1897, egli fece costruire l'hotel Astoria, l'"Hotel più lussuoso del mondo", a New York, adiacente al Waldorf Hotel, di proprietà del cugino e rivale William Astor. Il complesso sarebbe divenuto noto come il Waldorf-Astoria Hotel e, per coincidenza, sarebbe stato successivamente sede delle indagini degli Stati Uniti sul naufragio del Titanic, in cui Astor morì.

### Carriera militare
Dal 1894 al 1896, Astor fu colonnello della milizia personale di Levi P. Morton. Poco dopo lo scoppio della guerra ispano-americana del 1898, finanziò un'unità di artiglieria conosciuta come la " batteria di Astor", che prese servizio nelle Filippine. Nel mese di maggio 1898, Astor fu nominato tenente colonnello dei volontari degli Stati Uniti e servì come ufficiale nello staff del generale William R. Shafter a Cuba, durante la campagna di Santiago.
Durante la guerra, permise al governo americano di utilizzare il suo yacht, il Nourmahal. Fu uno dei primi membri della New York Society of Colonial Wars.

## Matrimoni

### Primo matrimonio
Astor sposò, il 17 febbraio 1891 a Filadelfia, la socialite Ava Lowle Willing (1868-1958), figlia di Edward Shippen Willing. La coppia ebbe due figli:
- Vincent Astor (1891-1959),
- Ava Alice Muriel Astor (1902-1956).

John J. Astor e Ava Lowle Willing divorziarono il 5 marzo 1910.

### Secondo matrimonio
Astor scandalizzò l'opinione pubblica dell'epoca divorziando dalla prima moglie per sposare, il 9 settembre 1911, una giovinetta da cui lo separava una differenza d'età di ventinove anni, la diciottenne Madeleine Force (1893-1940), figlia di William Hurlbut Force. Il figlio primogenito del colonnello, Vincent Astor, disdegnava sia la sposa sia il nuovo matrimonio del padre ma gli fece comunque da testimone di nozze. Per sfuggire ai pettegolezzi, la coppia intraprese un viaggio in Europa e in Egitto. Non aderiva a tale atteggiamento ostracizzante la socialite Margaret Brown, che l'anno seguente, così come la coppia Astor, si sarebbe anch'ella imbarcata sul Titanic, diventandone una delle più famose superstiti.

## Titanic
Rimasta incinta la giovanissima sposa, i due coniugi decisero di rientrare negli Stati Uniti, imbarcandosi in prima classe sul Titanic, transatlantico della White Star Line che stava compiendo il suo primo viaggio, il 10 aprile 1912 a Cherbourg. Ad accompagnarli c'erano il cameriere di Astor, Victor Robbins, la domestica di Madeleine, Rosalie Bidois, e la sua balia, Caroline Louise Endres; Astor risultava essere la persona più ricca in assoluto a bordo della nave. Quattro giorni più tardi il Titanic urtò contro un iceberg in pieno Oceano Atlantico e naufragò. La moglie di Astor venne imbarcata su una lancia di salvataggio, salvandosi, mentre Astor, dopo essersi sincerato del trasbordo della moglie, si vide negato l'imbarco da parte del secondo ufficiale Charles Lightoller e rimase sulla nave, con altri uomini della prima classe (tra cui lo scrittore Jacques Futrelle), perendo. Il suo corpo sfigurato fu ripescato il 22 aprile dalla nave Mackay-Bennett e identificato grazie alle iniziali J.J.A. sotto il colletto della camicia.

### Dopo la morte
Astor fu sepolto al Trinity Church Cemetery a New York. Quattro mesi dopo, Madeleine diede alla luce il figlio, il futuro socialite John Jacob "Jakey" Astor VI (1912-1992).
Il patrimonio di Astor al momento della morte ammontava a 69 milioni e inoltre 85 milioni di dollari erano investiti nel settore immobiliare (pari a circa 1 691 927 586 di dollari nel 2016). Questo valore comprendeva la sua tenuta a Rhinebeck e il suo panfilo, il Noma. Madeleine dal testamento di Astor ricevette 100 000 dollari come lascito a titolo definitivo ed un fondo fiduciario di 5 milioni di dollari da cui era fornito un reddito; inoltre ereditò il palazzo sulla 65th Street e Fifth Avenue e tutti i suoi arredi, il palazzo a Newport in legno di faggio e tutti i suoi arredi, e cinque dei cavalli pregiati del marito, finché non si fosse risposata. La figlia di Astor, Ava (che viveva con la madre), ricevette un fondo fiduciario di $ 10 milioni. All'età di 21 anni, suo figlio Jakey ereditò un fondo fiduciario di 3 000 000 di dollari.

## Nella cultura di massa

### Cinema e televisione
John Jacob Astor IV venne rappresentato in numerosi film e serie televisive dedicati al naufragio in cui perse la vita:
- La tragedia del Titanic (Titanic), film di Herbert Selpin (1943), interpretato da Karl Schönböck;
- S.O.S. Titanic, film TV di William Hale (1979), interpretato da David Janssen;
- Titanic, miniserie TV di Robert Lieberman (1996), interpretato da Scott Hylands;
- Titanic, film di James Cameron (1997), interpretato da Eric Braeden;
- Ghosts of the Abyss, documentario di James Cameron (2003), interpretato da Federico Zambrano;
- Titanic, miniserie TV di Jon Jones (2012), interpretato da Miles Richardson.

### Fumetti
John Jacob Astor IV compare brevemente nella storia a fumetti Il cuore dell'impero, undicesimo capitolo della Saga di Paperon de' Paperoni di Don Rosa.

### Musical
È uno dei personaggi che appaiono nel musical Titanic: The Musical, uscito nell’aprile 2012, nel quale è stato interpretato dal Gregory Todd Astor, suo discendente.